# Noc

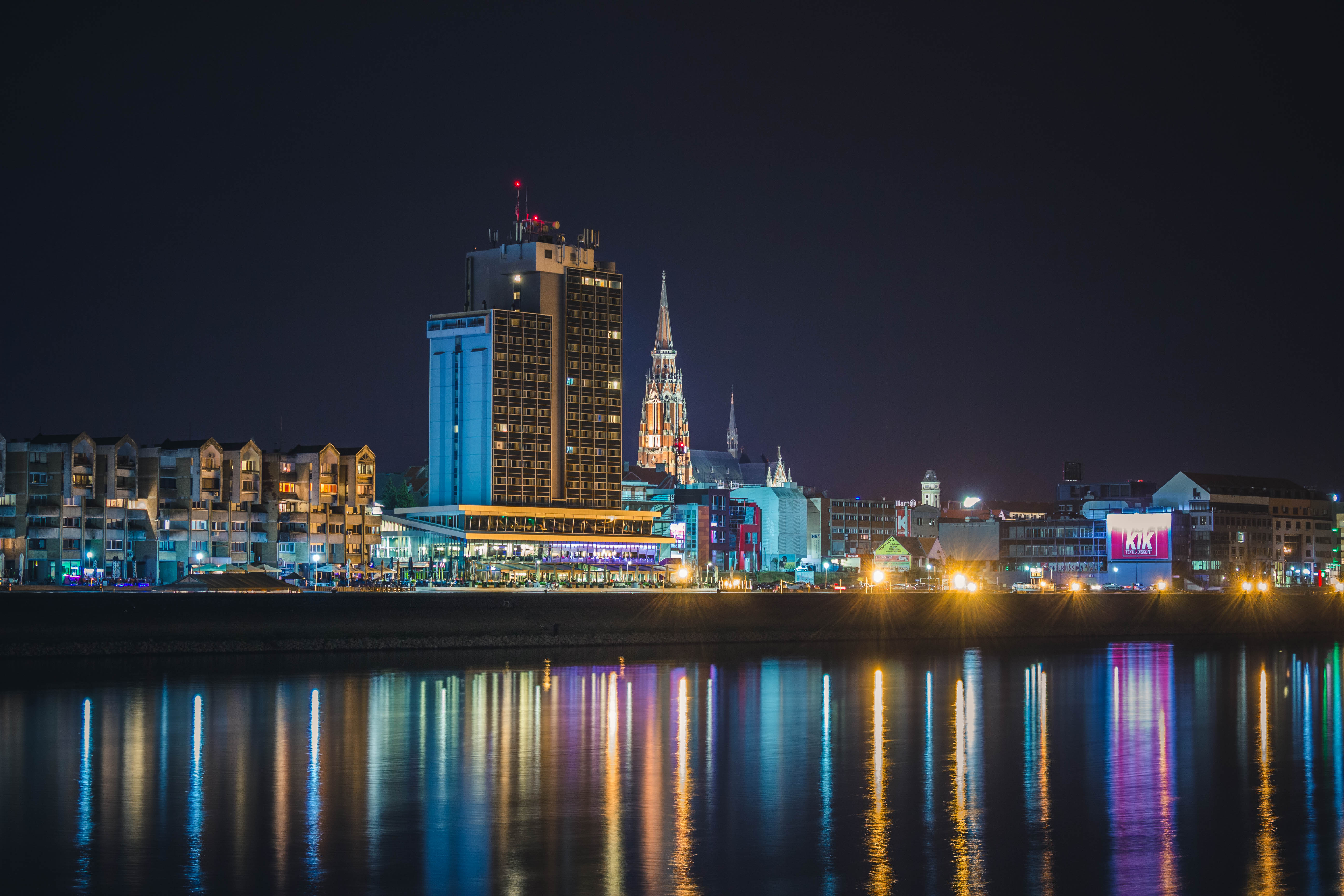
Noční fotografie (Osijek, Chorvatsko)

Noc je část dne mezi západem a východem slunce, během které se slunce nachází pod obzorem. Opakem noci je den ve významu denní doby. Délka trvání noci závisí na ročním období a zeměpisné šířce.
Jako noc se úžeji nazývá doba, kdy je přirozeně tma, tedy mezi večerním a ranním soumrakem. Úplná, tzv. astronomická noc nastává, když slunce klesne pod 18° pod obzor. Naopak jen nízko pod obzor zapadá slunce během letních nocí ve vyšších zeměpisných šířkách, které proto získaly označení bílé noci. V období kolem letního slunovratu však ani v šířkách kolem 50. rovnoběžky, kde se nachází Česká republika, nezapadá slunce tak hluboko pod horizont, aby nastala astronomická noc.
Během noci většina lidí a zvířat spí, protože nemohou provádět většinu aktivit konaných za denního světla. Nedostatek slunečního světla má navíc velký vliv na morfologii, fyziologii a chování téměř všech živých organismů. Naopak některá zvířata, například netopýři nebo cvrčci, jsou aktivní především v noci.
V kultuře a mytologii je často spojována s nebezpečím a zlem. V lidovém folklóru téměř každé země se vyskytují příběhy a zkazky o nebezpečných bytostech, které jsou aktivní v noci. Jedná se o duchy, upíry či vlkodlaky.

## Proč je v noci tma
V noci je tma, protože kromě měsíčního svitu na zemi dopadá jen slabé světlo hvězd (a planet). Nízká intenzita světla je dána tím, že hvězdy jsou ve vesmíru rozmístěny velmi řídce a na Zemi dopadá světlo jen z hvězd v opticky pozorovatelné části vesmíru.
Od 17. století se objevovala otázka, že kdyby byl vesmír nekonečný, v každém bodě oblohy bychom blíže či dále narazili na nějakou hvězdu, tedy z každého bodu oblohy by mělo přicházet hvězdné světlo a celé nebe by mělo zářit; paradoxně je však tma. Z dnešních znalostí je zřejmé, že na Zemi svítí jen hvězdy, které nejsou příliš vzdáleny, a i kdyby byl vesmír (téměř) nekonečný, v takto vymezené jeho oblasti je příliš málo hvězd na to, aby pokryly celou oblohu. Záření vzdálenějších hvězd je totiž vlivem kosmologického rudého posuvu posunuto mimo viditelné spektrum, okem je proto neviditelné a je pozorovatelné speciálními přístroji jako je Webbův teleskop nebo družice Planck. I toto záření je omezeno stářím vesmíru 13,8 miliard let, což je stáří světla velkého třesku, nejstaršího záření ve vesmíru. Za dobu trvání vesmíru k Zemi dosud stihlo doletět jen záření hvězd, které se nachází ve zdánlivé vzdálenosti menší než 13,8 miliard světelných roků (reálná vzdálenost se zvětšila rozpínáním vesmíru).